# Ermont
Ermont est une commune française située dans le département du Val-d'Oise, en région Île-de-France. Elle est membre de la Communauté d'agglomération Val Parisis. Avec 29 189 habitants au dernier recensement de 2022, c'est l'une des plus importantes communes du Val-d'Oise et de la vallée de Montmorency.

## Géographie

### Localisation
La commune est située au cœur de la vallée de Montmorency, à quinze kilomètres au nord-ouest de Paris. Elle est limitrophe des communes d'Eaubonne, Saint-Gratien, Sannois, Franconville, Le Plessis-Bouchard, Saint-Leu-la-Forêt et Saint-Prix. Ermont est une ville fortement urbanisée.

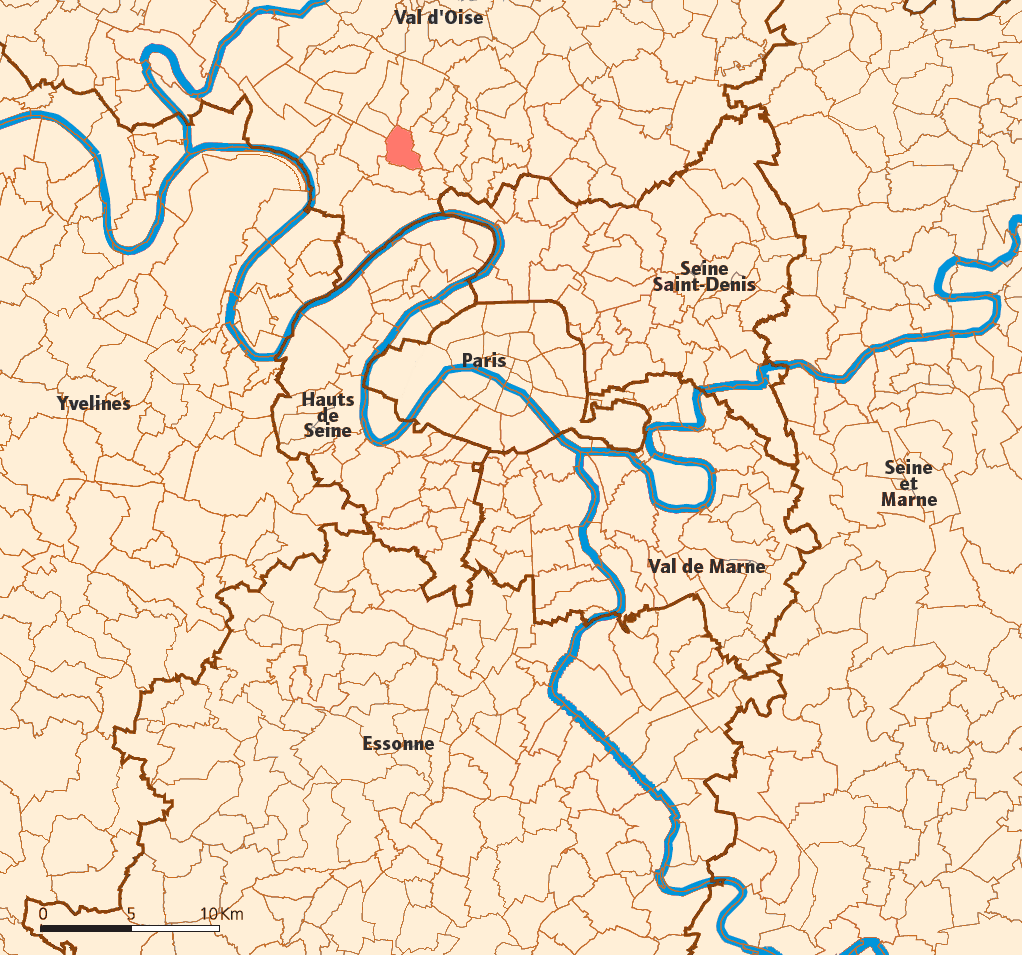
Position dans la grande couronne parisienne.
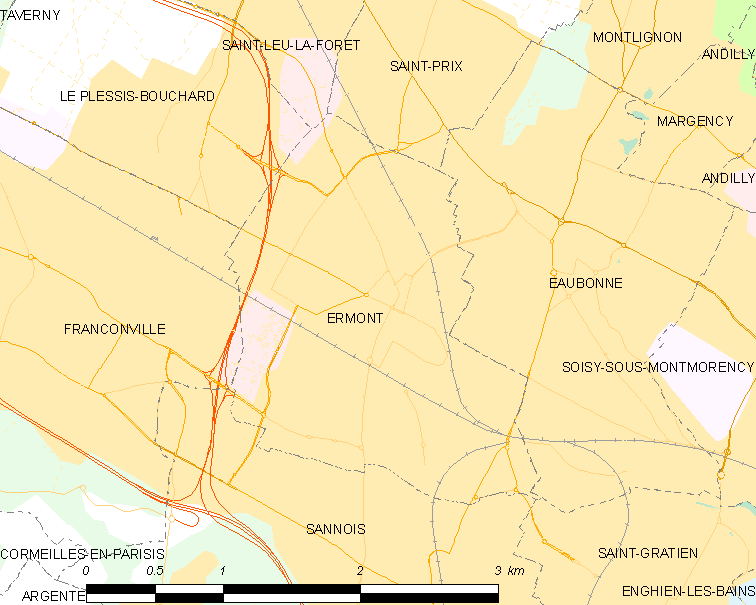
Carte de la commune.
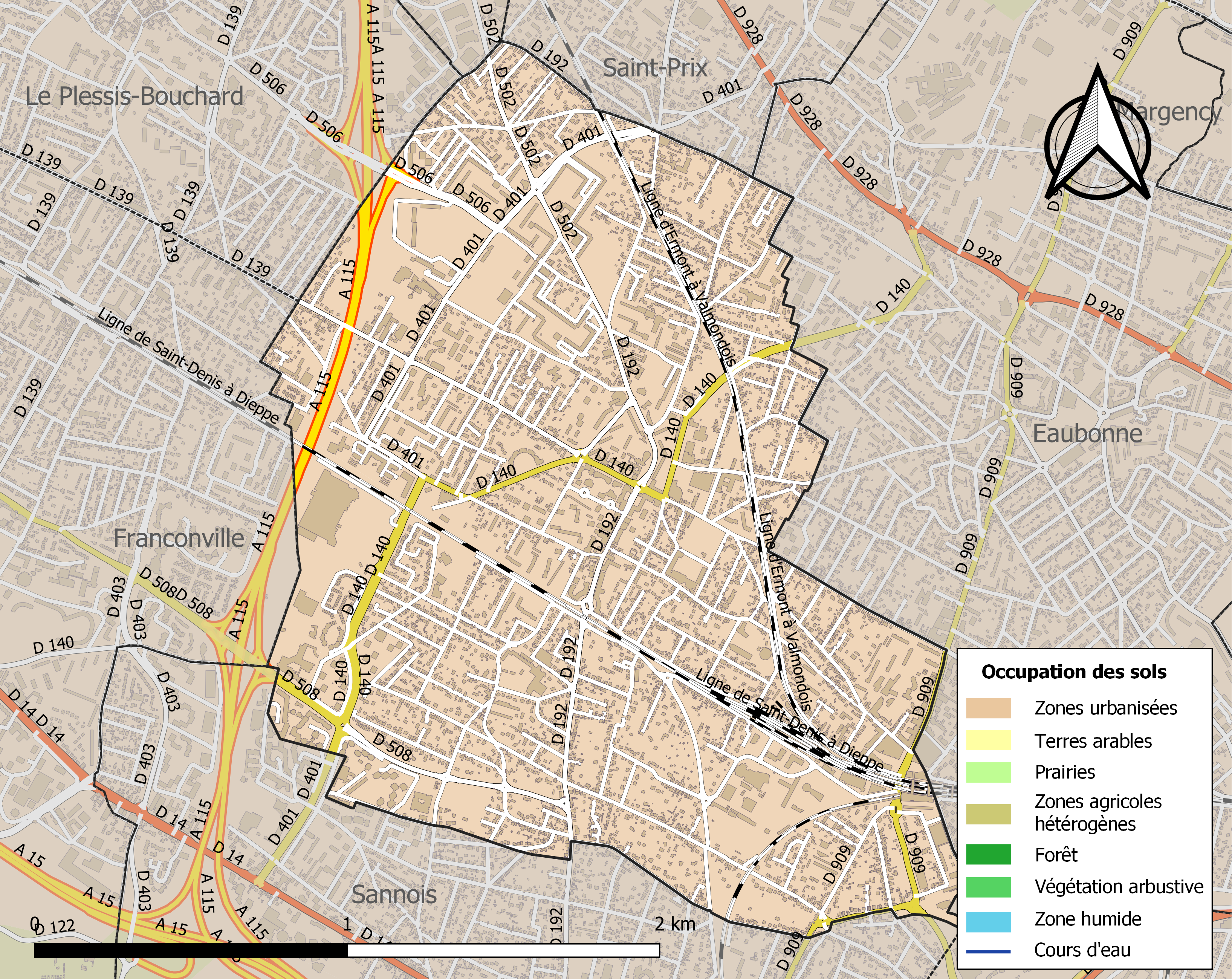
Occupation des sols.

### Communes limitrophes
| Saint-Leu-la-Forêt  | Saint-Prix |               |
| Le Plessis-Bouchard | Ermont     | Eaubonne      |
| Franconville        | Sannois    | Saint-Gratien |

### Voies de communications et déplacements

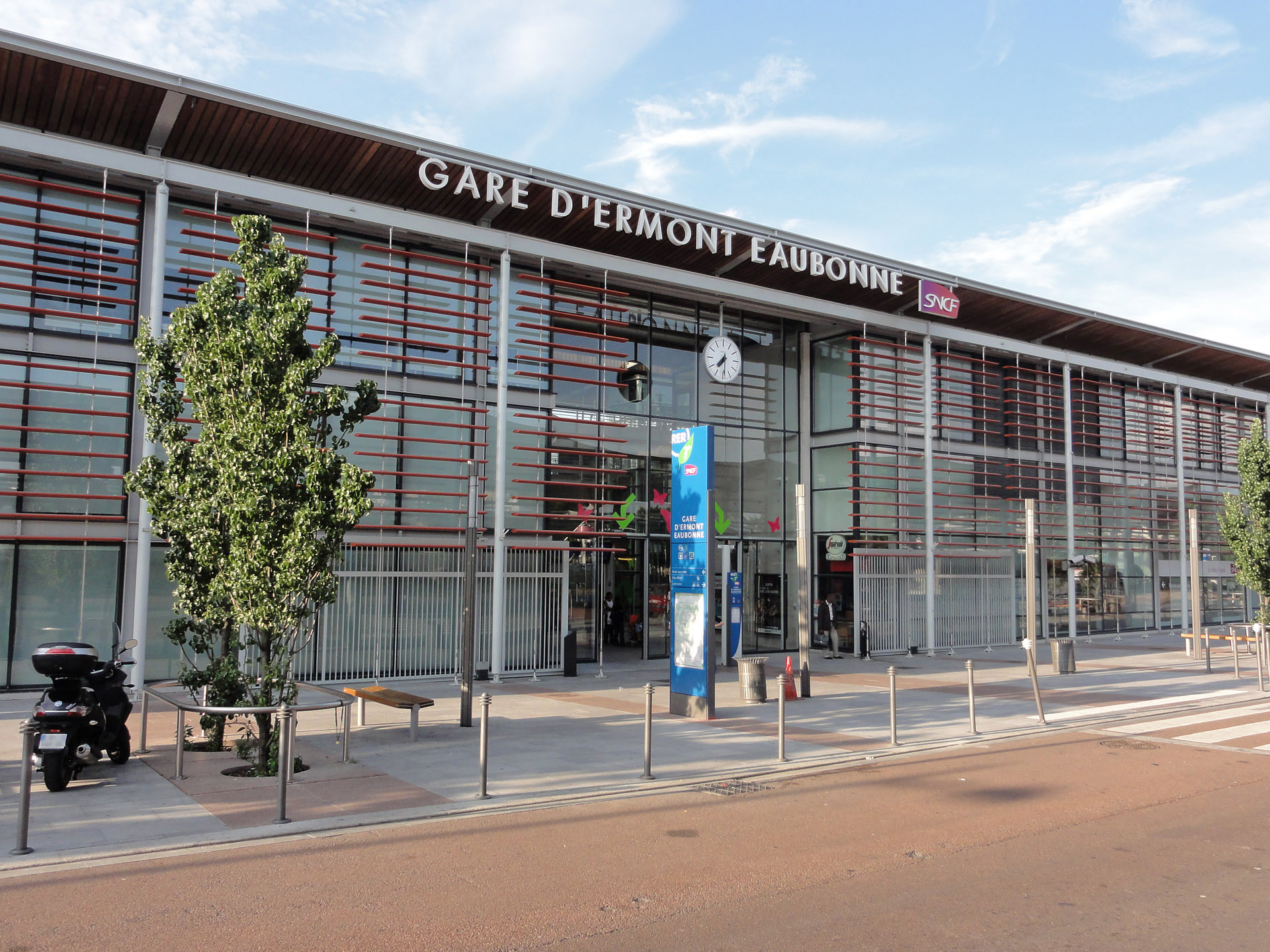
La gare d'Ermont - Eaubonne, un important nœud ferroviaire d'Île-de-France.

La ville d'Ermont est accessible par les lignes H et J du Transilien ainsi que par la ligne C du RER. Elle possède quatre gares, la plus importante étant celle d'Ermont - Eaubonne qui permet de rejoindre :
- la gare du Nord en une vingtaine de minutes ;
- la gare de Neuilly - Porte Maillot en 25 min ;
- la gare de Paris-Austerlitz en 50 min ;
- l'aéroport d'Orly en 1 h via la ligne 14 du métro à Saint-Lazare ;
- la gare de Paris-Saint-Lazare en 25 min.

Les trois autres gares sont celles de Cernay, qui dessert le quartier du même nom, ainsi que celle d'Ermont-Halte et de Gros Noyer - Saint-Prix.
De plus, la ville est parcourue par de nombreuses lignes de bus qui desservent les quartiers de la ville et les communes voisines :
- Trois lignes du réseau de bus Val Parisis :
- La ligne 30-11 entre la gare d'Ermont Eaubonne et La Tour/Les Espérances[3].
- La ligne 30-43 entre la Gare de Cernay et La Tour[4].
- La ligne 30-22 entre la Gare de Cernay et le Résidence du moulin de Sannois[5].

La ligne 138 du réseau de bus RATP entre la gare d'Ermont-Eaubonne et la gare de Saint Ouen RER.
En 2018, la gare d'Ermont - Eaubonne est desservie par une ligne d'autocars électriques à longue distance reliant Amiens à Paris-La Défense, opérée par FlixBus et B.E. Green,.

### Hydrographie
Le territoire communal n'est traversé par aucun cours d'eau significatif.
La commune est alimentée en eau potable par l'usine de production de Méry-sur-Oise, appartenant au Syndicat des eaux d'Île-de-France et exploité par la société Veolia eau. L'eau potable à Ermont est de très bonne qualité bactériologique, contenant peu de nitrates, étant peu fluorée et devenue relativement peu calcaire depuis la mise en place de la nanofiltration en 1999 à l'usine de distribution. L'eau distribuée est d'origine superficielle, provenant de la filtration des eaux de l'Oise,.

### Climat
Pour des articles plus généraux, voir Climat de l'Île-de-France et Climat du Val-d'Oise.
En 2010, le climat de la commune est de type climat océanique dégradé des plaines du Centre et du Nord, selon une étude du CNRS s'appuyant sur une série de données couvrant la période 1971-2000. En 2020, Météo-France publie une typologie des climats de la France métropolitaine dans laquelle la commune est dans une zone de transition entre le climat océanique et le climat océanique altéré et est dans la région climatique Sud-ouest du bassin Parisien, caractérisée par une faible pluviométrie, notamment au printemps (120 à 150 mm) et un hiver froid (3,5 °C).
Pour la période 1971-2000, la température annuelle moyenne est de 11,6 °C, avec une amplitude thermique annuelle de 15,1 °C. Le cumul annuel moyen de précipitations est de 669 mm, avec 10,4 jours de précipitations en janvier et 7,8 jours en juillet. Pour la période 1991-2020, la température moyenne annuelle observée sur la station météorologique la plus proche, située sur la commune de Bonneuil-en-France à 13 km à vol d'oiseau, est de 12,1 °C et le cumul annuel moyen de précipitations est de 616,3 mm,. Pour l'avenir, les paramètres climatiques de la commune estimés pour 2050 selon différents scénarios d'émission de gaz à effet de serre sont consultables sur un site dédié publié par Météo-France en novembre 2022.

## Urbanisme

### Typologie
Au 1er janvier 2024, Ermont est catégorisée grand centre urbain, selon la nouvelle grille communale de densité à sept niveaux définie par l'Insee en 2022.
Elle appartient à l'unité urbaine de Paris, une agglomération inter-départementale regroupant 407  communes, dont elle est une commune de la banlieue,,. Par ailleurs la commune fait partie de l'aire d'attraction de Paris, dont elle est une commune du pôle principal,. Cette aire regroupe 1 929 communes,.

### Habitat
| Logements                                        | Nombre en 2016 | % en 2016 | nombre en 2011 | % en 2011 |
| ------------------------------------------------ | -------------- | --------- | -------------- | --------- |
| Total                                            | 12 857         | 100 %     | 11 811         | 100 %     |
| Résidences principales                           | 12 267         | 95,4 %    | 11 248         | 95,2* %   |
| → Dont HLM                                       | 3 755          | 30,6 %    | 3 285          | 29,2 %    |
| Résidences secondaires et logements occasionnels | 108            | 0,8 %     | 59             | 0,5 %     |
| Logements vacants                                | 481            | 3,7 %     | 504            | 4,3 %     |
| Dont :                                           |                |           |                |           |
| → maisons                                        | 3 757          | 29,2 %    | 3 836          | 32,5* %   |
| → appartements                                   | 8 995          | 70,0 %    | 7 817          | 66,2 %    |

Ermont est une ville possédant un nombre de logements sociaux d'environ 30 %.

### Projets
La ville d'Ermont possède donc un réseau de transport en commun particulièrement dense parmi les villes du département. Son histoire est d'ailleurs liée à celle du chemin de fer. De ce fait, bien qu'il ne reste pratiquement plus de foncier disponible, Ermont a encore un fort potentiel de développement économique et de densification urbaine. Ses quatre gares permettent d'absorber des flux plus importants, et les plus grands projets urbains d'Ermont concernent d'ailleurs la densification des abords de gares. Ainsi le projet de la « ZAC Ermont-Eaubonne » vise à reconstruire un quartier entier. Il est porté depuis longtemps par le maire d'Ermont et a suscité plusieurs contestations,.
La reconstruction du quartier de la Gare d'Ermont-Eaubonne a débuté en 1996. Ce projet prévoit, dans un premier temps, de construire un bâtiment de 107 logements, un second de 140 logements et 2 600 m2 de commerces comprenant une grande surface et trois commerces, et un troisième bâtiment de 128 logements dont 15 en location sociale ainsi qu’un immeuble de bureau de 3 000 m2. Dans un second temps seront construits 12 100 m2 de bureaux, 246 logements dont 28 logements sociaux, 1 230 m2 de commerces et une crèche intercommunale avec la commune d’Eaubonne comportant 60 berceaux (30 pour Ermont et 30 pour Eaubonne).
Une polémique est née sur le coût de la construction des logements de la ZAC Ermont-Eaubonne, à la suite d'un rapport de la Cour des comptes très critique sur la gestion financière de l'opération. En 2013, le déficit public est estimé à 20 millions d'euros alors que l'aménageur privé devrait dégager plus de 18 millions d'euros de bénéfices.

## Toponymie
Le nom de la localité est attesté sous les formes Ermedonis viculus en 835, Ermon, Hermont, Ermeron au XIIe siècle, Eccl. de Ermonte en 1523, et Herimontium.
Les formes les plus anciennes montrent qu'il ne s'agit pas d'une formation médiévale en -mont, mais la métathèse ermedon- > *er[de]mon- est sûrement motivée par le terme mont.
Ernest Nègre estime qu'il s'agit de l'anthroponyme germanique Ermido > Ermidon, pris absolument. Cette solution est fréquemment observée dans la toponymie médiévale.

## Histoire
On peut estimer au Néolithique la date d'installation des premières populations dans la vallée de Montmorency et sur le site d'Ermont.
Un village gallo-romain est établi sur la voie romaine de Lutèce à Juliobonna (Lillebonne près du Havre) dite « chaussée Jules César ».
Il fut détruit à la fin du IIIe siècle lors des  incursions germaniques puis rebâti au IVe siècle.
Il prospère à l'époque mérovingienne aux VIe et VIIe siècles. L'existence d’Ermedonis est attestée par un acte de l'abbaye de Saint-Denis au IXe siècle, et un sanctuaire chrétien est édifié sur l'emplacement de la nécropole mérovingienne.
Sous Philippe Auguste, Jean de Giron en possédait l'église.
Le hameau de Cernay, ancienne commanderie de l'ordre de Malte, qui dépend d'Ermont, se développe en parallèle.
Plusieurs communautés religieuses s'établissent sur le territoire d'Ermont, d'abord les templiers au XIIIe siècle, puis l'abbaye Saint-Victor de Paris, les célestins de Rouen et le prieuré du Bois-Saint-Père. Mais la communauté villageoise ne dépasse pas les 40 habitants en 1471.
Le village, essentiellement agricole et regroupé autour de son église, prend progressivement de l'importance. Il subit avec toute la vallée de Montmorency les ravages de la Grande Jacquerie de 1358, puis les campagnes anglaises de la guerre de Cent Ans.
Au XVIe siècle, le grand prieur de France avait la seigneurie d'Ermont.
Il connaît encore les destructions de la Fronde entre 1648 et 1652.
L'activité essentielle du lieu est la viticulture, qui recule dès le XVIIIe siècle devant l'expansion des cultures légumière et arboricole.
Au XIXe siècle, l'expansion du chemin de fer participe au développement de la ville avec la création d'un important nœud ferroviaire sur son territoire. L'urbanisation s'est développée le long de ces voies ferroviaires.
C'est enfin au XXe siècle que se développent les zones pavillonnaires, ainsi qu'une importante croissance démographique qui fait progressivement reculer puis disparaître l'agriculture. Les lotissements s'établissent autour du nœud ferroviaire constitué des quatre gares actuelles (la gare d'Ermont-Eaubonne, de Cernay, d'Ermont-Halte et de Gros Noyer-Saint Prix).
Elle reçut l'un des premiers lycées mixtes du Val-d'Oise, le lycée mixte d'Ermont (aujourd'hui lycée Van Gogh), construit à l'emplacement de ce qui fut le château de Cernay.
L'influence du chemin de fer a été très importante dans le développement de la ville, qui a conservé quatre gares. De nombreux terrains appartiennent encore à la SNCF. La nouvelle gare d'Ermont-Eaubonne, imposante, témoigne toujours de l'importance du transport ferroviaire à Ermont.

## Politique et administration

### Rattachements administratifs et électoraux
Antérieurement à la loi du 10 juillet 1964, la commune faisait partie du département de Seine-et-Oise. La réorganisation de la région parisienne en 1964 fit que la commune appartient désormais au département du Val-d'Oise et à son arrondissement de Pontoise après un transfert administratif effectif au 1er janvier 1968.
Pour l'élection des députés, Ermont fait partie de la quatrième circonscription du Val-d'Oise.
Elle faisait partie de 1801 à 1831 du canton de Montmorency, année où elle intègre le canton de Taverny, puis, en 1964, le canton de Saint-Leu-la-Forêt du département de Seine-et-Oise. Lors de la mise en place du Val-d'Oise, la ville devient en 1967 le chef-lieu du canton d'Ermont. Dans le cadre du redécoupage cantonal de 2014 en France, ce canton, dont la commune est désormais le bureau centralisateur, est modifié, passant de une à deux communes.
La ville fait partie de la juridiction d’instance de Montmorency, et de grande instance ainsi que de commerce de Pontoise. La commune accueille par ailleurs une maison de la justice et du droit (60, rue de Stalingrad),.

### Intercommunalité
La commune était membre de la communauté d'agglomération Val-et-Forêt, créée en 2000 sous le statut juridique de communauté de communes.
Dans le cadre de la mise en œuvre de la loi MAPAM du 27 janvier 2014, qui prévoit la généralisation de l'intercommunalité à l'ensemble des communes et la création d'intercommunalités de taille importante, le préfet de la région d'Île-de-France approuve le 4 mars 2015 un schéma régional de coopération intercommunale qui prévoit notamment « l'extension du périmètre de la communauté d'agglomération Le Parisis aux communes de Frépillon, Saint-Leu-la-Forêt, Le Plessis-Bouchard, Ermont et Eaubonne ».
Dans ce cadre a été créée le 1er janvier 2016 la communauté d'agglomération Val Parisis, dont est désormais membre la commune.
En 2019, la communauté d'agglomération a rendu au communes la compétence relative à la voirie

### Tendances politiques et résultats
À l’élection présidentielle de 2007, le premier tour a vu arriver en tête Nicolas Sarkozy avec 30,76 %, suivi par Ségolène Royal avec 27,54 %, François Bayrou avec 21,82 %, Jean-Marie Le Pen avec 8,46 %, enfin Olivier Besancenot avec 3,52 %, aucun autre candidat ne dépassant le seuil des 2 %. Le second tour a vu arriver en tête Nicolas Sarkozy avec 51,01 % (résultat national : 53,06 %) contre 48,99 % pour Ségolène Royal (national : 46,94 %).
Pour les élections régionales de 2010, les résultats du second tour sont les suivants : Liste Jean-Paul Huchon (PS) : 58,87 % des suffrages exprimés contre 41,13 % pour la liste de Valérie Pécresse (UMP).
Lors du premier tour des municipales de 2014, la liste menée par Hugues Portelli (UMP) remporte l'élection avec 65,5 % des suffrages exprimés, contre celle menée par Mathias Trogrlic (PS) avec 24,2 % ; celle de Patrick Von Dahle (EELV) avec 6,3 % ; celle de Cécile Perraudin (LO) : 2,3 % et celle de Michel Lucarelli (POI) : 1,7 %. Inscrits : 18 381 personnes étaient inscrites sur les listes électorales et la participation s'est élevée à 51,03 %.
Pour les municipales de 2020, Hugues Portelli, maire sortant, annonce ne pas être candidat et laisse la tête de la liste de l'équipe sortante à Xavier Haquin, jusqu'alors premier maire-adjoint et conseiller départemental, soutenu par les Républicains et La République en Marche. Lors du premier tour de ces élections., la liste DVD ainsi menée par Xavier Haquin remporte la majorité absolue des suffrages exprimés, avec 3 929 voix (67,19 %, 30 conseillers municipaux élus dont 8 communautaires), devançant très largement les listes menées respectivement par, : 
- Carole Cauzard, qui a reçu l'investiture du PCF, de LFI, d'EÉLV ou encore du PG (987 voix, 16,88 %, 3 conseillers municipaux élus dont 1 communautaire) ;
- Didier Jobert (sans étiquette, comprenant des candidats issus de la gauche et du centre, investi par le PS), 684 voix, 11,69 %, 	2 conseillers municipaux élus) ;
- les listes menées par Marie-Françoise L'hommedet (LO) et Michel Lucarelli (POI) qui ont obtenu moins de 3 % et n'ont pas d'élus.

Lors de ce scrutin marqué par la pandémie de Covid-19 en France, 67,16 % des électeurs se sont abstenus.
En mai 2021, César Melo Delgado et Jean-François Bay, alors conseillers municipaux dans la majorité municipale, respectivement candidats titulaire et remplaçant aux élections départementales de juin 2021 face à Xavier Haquin, maire et conseiller départemental sortant, annoncent leur départ de la majorité et la création de leur propre groupe municipal dénommé « Envie d'Ermont » puis fusionna avec le groupe d'opposition "J'aime Ermont" en avril 2025 .

### Liste des maires
| Période                                  | Période                    | Identité                    | Étiquette       | Qualité |
| ---------------------------------------- | -------------------------- | --------------------------- | --------------- | --- |
| Les données manquantes sont à compléter. |                            |                             |                 | |
| 1830                                     | 1831                       | Jean-Claude-Honoré Thevenot |                 | |
| 1831                                     | 1834                       | Pierre Jacquin              |                 | |
| 1834                                     | 1846                       | Louis Beaulieu              |                 | |
| 1846                                     | 1848                       | Pierre-Antoine Beaulieu     |                 | |
| 1848                                     | 1851                       | Benjamin Blanchard          |                 | |
| 1852                                     | 1858                       | Jean-Louis Beaulieu         |                 | |
| 1859                                     | 1877                       | Benjamin Blanchard          |                 | |
| 1878                                     | 1884                       | Antoine-Joseph Godart       |                 | |
| 1884                                     | 1892                       | François Roussel            |                 | |
| 1892                                     | 1900                       | Edouard Godart              |                 | |
| 1900                                     | 1908                       | Albert Dastre               |                 | |
| 1908                                     | 1912                       | Ernest Moreau               |                 | |
| 1912                                     | 1935                       | Camille Clément             |                 | |
| 1935                                     | 1941                       | Gaston Plateau              |                 | |
| 1941                                     | 1944                       | Albert Louche               |                 | |
| 1945                                     | 1947                       | Louis Dessard               |                 | |
| 1947                                     | 1949                       | Louis Savoie                |                 | |
| 1949                                     | 1959                       | Octave Obré                 |                 | |
| mars 1959                                | mars 1971                  | Robert Bichet               | MRP             | Ingénieur Sous-secrétaire d'État (1946) Député de Seine-et-Oise (1946 → 1958) Conseiller général du canton d'Ermont (1967 → 1976)                                                                                          |
| Mars 1971                                | décembre 1996              | Jacques Berthod             | UDF             | Comptable Conseiller général d'Ermont (1976 → 1994) Démissionnaire |
| décembre 1996                            | 25 mai 2020                | Hugues Portelli,            | UDF puis UMP-LR | Professeur des universités (Droit public) Sénateur du Val-d'Oise (2004 → 2017) Président de la CC Val-et-Forêt (2001 → 2008) Vice-président de la CA Val Parisis (2016 →) Suppléant du député Francis Delattre (2002-2007) |
| mai 2020                                 | En cours (au 27 juin 2021) | Xavier Haquin               | LR              | Vice-président de la CA Val Parisis (2020 →) Conseiller départemental d'Ermont (2015 →) |

### Politique de développement durable
La ville a engagé une politique de développement durable en lançant une démarche d'Agenda 21 en 2009. Le programme d’actions de l'agenda 21 local a été adopté lors du conseil municipal du 17 novembre 2011.
Afin de lutter contre les inondations d'orages, récurrentes notamment dans le secteur de la rue de l’Est, le syndicat intercommunal d'assainissement de la région d'Enghien-les-Bains (SIARE) a réalisé en 2018 un bassin de stockage d’eaux unitaires enterré de 5 500 m3 sous la cour de l’école maternelle Victor Hugo, pour un coût de 6 525 000 €.
En 2020, une ferme pédagogique accueillant vaches, cochons et chèvres est implantée place du Foirail. Elle est destinée aux enfants des écoles maternelles et élémentaires de la ville ainsi qu’aux collégiens et lycéens et comprend des parcours pédagogiques organisés avec des professionnels tout au long de l’année

### Démocratie participative
Parallèlement à la démarche d'Agenda 21, un Conseil du développement durable et solidaire a été créé. Il regroupe des habitants de la ville, des élus, des représentants du monde institutionnel et associatif. Les deux principales missions de ce conseil sont d'évaluer les actions de l'Agenda 21 et de proposer de nouvelles initiatives relatives au développement durable à Ermont.
De 1996 à 2003, les jeunes âgés de 9 à 15 ans ont eu des représentants au sein du conseil municipal des jeunes. Depuis 2003, le conseil est élargi aux 9-18 ans, qui sont désormais représentés par les élus du Conseil municipal d’enfants et de jeunes (CMEJ), qui a été renouvelé en octobre 2017.
Le CMEJ est consulté sur des projets de la commune les concernant et la décision de leur mise en œuvre leur revient. L’un des objectifs de ce conseil représentatif est de permettre aux jeunes élus d’acquérir le sens de la citoyenneté, des responsabilités et le respect des autres. On peut noter que le premier conseil municipal des enfants refusa l’implantation à Ermont d’un Mc Donald’s.

### Budget et fiscalité
Avec un taux de taxe d’habitation de 15,42 % en 2016, la pression fiscale pour les particuliers à Ermont est dans la moyenne du département. Le taux de la taxe sur le foncier bâti est établi en 2016 à 18,04 % et celui du foncier non bâti à 82,41 %.
À titre de comparaison, le taux de la taxe d'habitation est de 14,94 % à Eaubonne en 2015 et de 17,25 % à Franconville en 2016.

### Jumelages
Ermont a signé des serments de jumelage avec:
- Lampertheim (Allemagne) depuis 1966
- Maldegem (Belgique) depuis 1967
- Adria (Italie) depuis 1967
- Banbury (Angleterre) depuis 1982
- Loja (Espagne) depuis 2005
- District de Longwan (Chine) depuis 2014

## Population et société

### Démographie
L'évolution du nombre d'habitants est connue à travers les recensements de la population effectués dans la commune depuis 1793. Pour les communes de plus de 10 000 habitants les recensements ont lieu chaque année à la suite d'une enquête par sondage auprès d'un échantillon d'adresses représentant 8 % de leurs logements, contrairement aux autres communes qui ont un recensement réel tous les cinq ans,.

En 2022, la commune comptait 29 189 habitants, en évolution de +0,26 % par rapport à 2016 (Val-d'Oise : +4 %, France hors Mayotte : +2,11 %).
| 1793 | 1800 | 1806 | 1821 | 1831 | 1836 | 1841 | 1846 | 1851 |
| ---- | ---- | ---- | ---- | ---- | ---- | ---- | ---- | ---- |
| 518  | 513  | 574  | 506  | 580  | 548  | 522  | 582  | 587  |

| 1856 | 1861 | 1866 | 1872  | 1876  | 1881  | 1886  | 1891  | 1896  |
| ---- | ---- | ---- | ----- | ----- | ----- | ----- | ----- | ----- |
| 643  | 647  | 792  | 1 065 | 1 106 | 1 320 | 1 609 | 1 683 | 2 304 |

| 1901  | 1906  | 1911  | 1921  | 1926  | 1931  | 1936  | 1946  | 1954   |
| ----- | ----- | ----- | ----- | ----- | ----- | ----- | ----- | ------ |
| 3 101 | 3 717 | 4 647 | 5 658 | 7 110 | 8 316 | 8 812 | 9 325 | 11 068 |

| 1962   | 1968   | 1975   | 1982   | 1990   | 1999   | 2006   | 2011   | 2016   |
| ------ | ------ | ------ | ------ | ------ | ------ | ------ | ------ | ------ |
| 19 263 | 23 842 | 25 492 | 24 394 | 27 947 | 27 494 | 28 074 | 27 304 | 29 112 |

| 2021   | 2022   | - | - | - | - | - | - | - |
| ------ | ------ | - | - | - | - | - | - | - |
| 28 987 | 29 189 | - | - | - | - | - | - | - |

### Enseignement
La ville relève de l'académie de Versailles et fait partie du bassin d'éducation et de formation d'Enghien-les-Bains.
Les écoles de la commune sont gérées par l’inspection générale de l'inspection départementale de l’Éducation nationale d'Ermont (1, rue de l'Est).
En 2020, sept écoles maternelles, six écoles primaires, deux collèges et trois lycées dont deux professionnels. La commune accueille également un centre de formation des apprentis.
Le groupe scolaire Louis Pergaud, qui comprenait une école maternelle et une école primaire, a été fermé sur décision de la mairie à la rentrée 2010, principalement motivée par les économies conséquentes ainsi effectuées. Cette fermeture a été fortement contestée par une partie des habitants, entraînant des manifestations, l'ouverture d'un blogue dédié et d'une pétition.
La ville organise des accueils péri-scolaires, dont les modalités d'accès ont été rigidifiées en 2017.

### Culture
À la fin de 2015, la municipalité annonce que le théâtre de l'Aventure, situé dans le quartier du Gros Noyer, va fermer en juin 2016, son coût étant trop élevé pour les finances de la ville selon le maire. Une pétition contre la fermeture de ce théâtre recueille plus de 3600 signatures au printemps 2016. Une manifestation réunit 300 personnes le 21 mai 2016 contre la fermeture du théâtre.
Le nouveau conservatoire Jacques Juteau consacré à la musique, à la danse et au théâtre, destiné à accueillir 650 élèves est mis en service en 2020 dans le quartier du Foirail, pour un coût estimé à 6,2 M€. Il contient un auditorium de 150 places,.
Une ferme pédagogique a ouvert ses portes en 2020 à proximité du conservatoire.
La fête des Vendanges, célébrée début septembre, rappelle l'orientation viticole passée de la ville et de ses alentours.

### Santé
En janvier 2012, Ermont s’est engagée, en partenariat avec l'Agence régionale de santé (ARS), dans un Contrat local de santé (CLS). L'objectif est de répondre à plusieurs problématiques essentielles du territoire :
Le 9 mars 2009, la Ville a signé la Charte Ville-Handicap avec de nombreuses associations œuvrant pour les personnes atteintes de handicaps.
La clinique Claude-Bernard d’Ermont, située au 9, avenue Louis-Armand, accueille depuis l'automne 2017 le centre d'assistance médicale à la procréation (AMP) du Val-d'Oise de la clinique du Parisis de Cormeilles,.

### Sports
Ermont bénéficie de nombreuses structures sportives : complexes sportifs Gaston Rebuffat, Auguste Renoir, Raoul Dautry, Antoine de Saint-Exupéry, Marcellin Berthelot avec la piscine municipale et les tennis, sa maison des Associations, gymnases Guérin Drouet, Victor Hugo, Édouard Branly, Louis Pasteur, Van Gogh, terrain d'Aventure Gaston Rebuffat, terrains multisports, rollers parks, parc de loisirs de Cernay et une piscine intercommunale.
Le stade Raoul Dautry, stade olympique en 1924, est en 2013 dans un mauvais état, plusieurs bâtiments sont en effet désaffectés.
Ermont possède un club de football, l'AS Ermont qui évolue actuellement en régional 3 d’île de France (R3)
L'association des clubs de tennis-Ermont (ACTE), son club historique a inauguré au printemps 2019 deux terrains de padel, les premiers du département, qui s'ajoutent aux courts de tennis, dont certains en terre battue, dont elle dispose.

### Action sociale
En 2008, Hugues Portelli, crée une polémique en qualifiant la distribution de repas par Les Restos du cœur d'assistanat. Il a interdit les maraudes des Restos du Cœur à Ermont malgré les protestations de la Ligue des Droits de l'Homme.
Dans le courrier adressé à la ligue des Droits de l'Homme, Hugues Portelli explique que "Les distributions alimentaires en faveur des Ermontois sont assurées trois fois par semaine par l’Épicerie Sociale que la municipalité a contribué à créer en 2000", une structure dont "l'appui logistique et une grande partie du financement" sont assurés par la municipalité. il rappelle par ailleurs que les Restos restent " toujours destinataires de la subvention que la commune d'Ermont leur alloue annuellement" malgré l'arrêt des maraudes.
Ermont dispose par ailleurs d’une épicerie sociale ouverte depuis décembre 2020. Cette structure permet à des personnes en difficulté de se procurer des produits alimentaires et d'hygiène à moindre coût. L'épicerie sociale est le résultat d'un partenariat entre associations caritatives et institutions locales d'Ermont, de Saint-Prix et du Val-d'Oise.[réf. nécessaire]

### Autres services publics
La commune ouvre en 2017 une maison de services au public (MSAP) en Gare d'Ermont - Eaubonne, destinée à rassembler en un même lieu les services de la CAF, de la CPAM, d’une partie de l’état civil, de La Poste, de Pôle emploi, et la billetterie grandes lignes de la SNCF. Elle est animée par six fonctionnaires municipaux.
La ville a ouvert en 2018 une agence postale au centre socioculturel du quartier des Chênes, en compensation de la fermeture d'un bureau de poste,.

### Cultes
Les différents cultes à Ermont sont organisés de la manière suivante :
- La paroisse d'Ermont, catholique, dispose des lieux de culte suivants : l'église Saint-Flaive, la chapelle Notre-Dame des Chênes, du centre paroissial Jean-Paul II, du Centre Interparoissial Ermont-Sannois et d'un presbytère[88].
- La mosquée Arrahmaa, ouverte en 2011 après quatre ans de travaux et des retards dans sa construction[89], anime une communauté musulmane active.
- Le temple Cap Espérances, inauguré en 2008[90], est affilié à l'Église protestante unie de France[91].
- L'église apostolique d'Ermont est membre de la Fédération Protestante de France[92].
- L'oratoire Beit David, dédié au culte israélite.
- La Congrégation Chrétienne en France y possède une église[93].

## Économie

### Revenus de la population et fiscalité
En 2019, le revenu moyen par ménage était de 33 023 €.

### Emploi
En 2019, le taux de chômage pour la commune s'élève à 11%.
Le marché du travail est l'un des plus importants du Val d'Oise grâce à un commerce de proximité dense, diversifié et performant, et un tissu d'entreprises artisanales.

## Culture locale et patrimoine

### Lieux et monuments
La commune d'Ermont possède un seul monument historique sur son territoire. Il s'agit du Club des Espérances, 3 avenue de l'Europe (inscrit monument historique en 2008) : Ses deux bâtiments ont été conçus par l'architecte de renom Jean Prouvé, mais l'intérêt historique du club vient aussi de son histoire particulière. Sa construction est due au concours des Mille Clubs, un dispositif lancé par le ministère de la Jeunesse et des Sports pour financer de nouveaux lieux bâtis et décorés par les jeunes eux-mêmes. Quand la municipalité veut sacrifier les pavillons à un projet immobilier, elle provoque un tollé parmi les architectes français, aboutissant à une inscription aux monuments historiques à la dernière minute.
On peut également signaler :

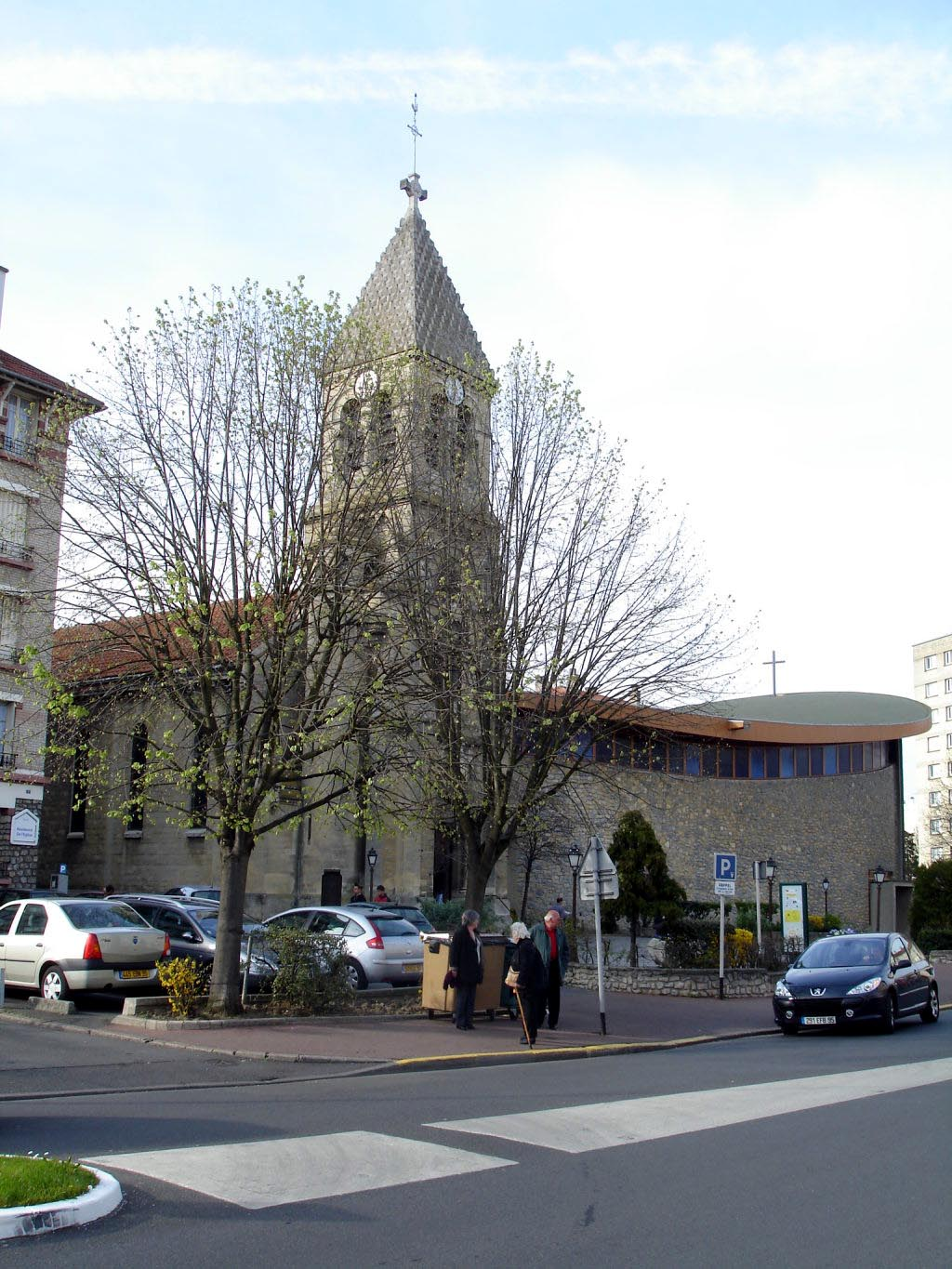
L'église Saint-Flaive.

- Église Saint-Flaive : elle fut construite en 1886 et 1887 à l'emplacement d'une église médiévale du XIe siècle devenue trop vétuste. Avec l'augmentation de la population dans les années 1960, l'église est agrandie en 1964 grâce à une extension moderne de forme ovale sur son côté droit[97].
- Hôtel de ville : le château fut édifié entre 1868 et 1870 et appartenait en 1875 à Benjamin Blanchard, maire de la commune de 1859 à 1877. Acheté par la municipalité le 30 juillet 1932, une extension fut immédiatement entreprise et le bâtiment est devenu l'hôtel de ville d'Ermont[97].
- Musée des arts et traditions populaires : il fut aménagé dans les anciens ateliers municipaux datant de 1948/1950. Les collections rappellent le passé agricole et viticole d'Ermont[97].
- Ancienne maison Godart, rue Marcel-Girard : grande maison bourgeoise de 1840, édifié à l'emplacement de la demeure du général Decaen. Antoine-Joseph Godart (1811-1885) puis son fils Édouard-Nicolas sont négociants et distillateurs d'alcools à la base de la cerise de Montmorency, et exploitent une usine à proximité de la gare. Antoine-Joseph est maire d'Ermont de 1878 à 1884, et Édouard-Nicolas de 1892 à 1900[97].
- Chapelle de Cernay, rue du Général-Decaen : bâtie en 1872, elle constitue le dernier vestige de l'orphelinat des sœurs de Saint Vincent de Paul, fermé en 1969 et démoli en 1985. Après sa restauration, la chapelle est devenue un espace culturel de la commune[97].
- Monument aux morts, square du Souvenir-Français : la statue est de Julien Prosper Legastelois[98],[99].
- Chapelle des Chênes, route de Saint-Leu : elle a été dessinée par Paul Herbé et Jean Le Couteur, qui se sont inspirés d'une église à Kandi au Bénin, dont la paroisse était jumelée avec celle de Saint-Flaive. La consécration a été célébrée le 3 juin 1962 par Mgr Alexandre Renard, évêque de Versailles[97].

### Personnalités liées à la commune

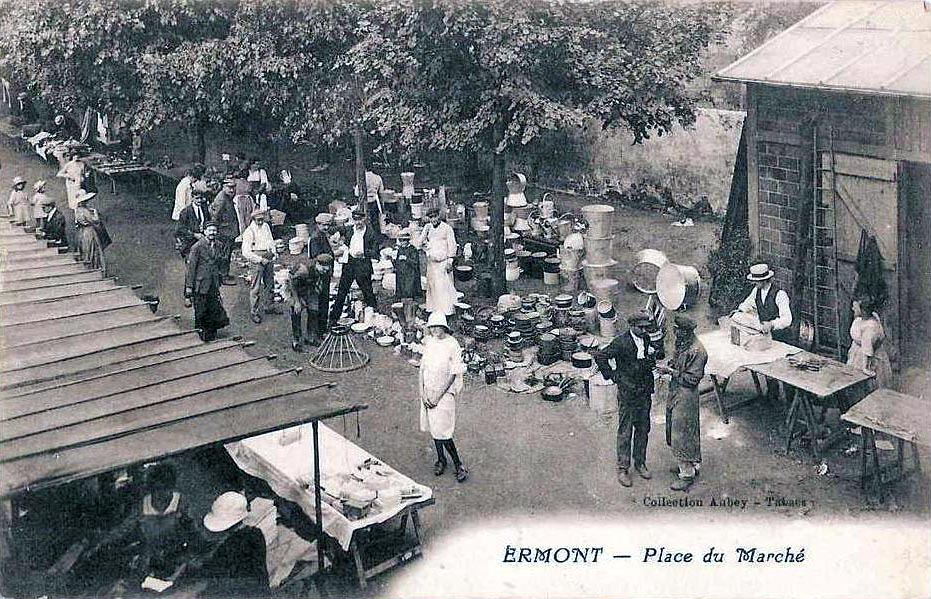
La place du marché vers 1920.

- Charles Mathieu Isidore Decaen (1769-1832), général français de la Révolution et de l’Empire, vécut et fut enterré à Ermont.
- André Vaquier (1886-1976), érudit, publia plusieurs études sur l'histoire de la commune et fut à l'origine de la création du musée communal (1971).
- Raymond Couvègnes (1893-1985), sculpteur, né à Ermont.
- Yvonne Printemps (1894-1977), soprano lyrique et actrice dramatique, née à Ermont.
- Yvonne Lefébure (1898-1986), pianiste et pédagogue, née à Ermont.
- Anita Conti (1899-1997), océanographe et photographe, née à Ermont.
- Robert Bichet (1903-2000), homme politique, maire de la commune.
- Pierre Leyris (1907-2001), traducteur, né à Ermont.
- Witold Januszewski (1915-1981), artiste peintre et un illustrateur polonais devenu Français.
- Jean Grosperrin (1919-2016), homme d'affaires sidérurgiste et important personnage de la vie communale d'après-guerre, qui participa notamment à la popularisation du téléviseur et des commodités moderne[réf. nécessaire]s.
- Claude Frikart (1922-2014), évêque, né à Ermont.
- Fernand Devaux (1922-2018), ouvrier, résistant communiste de Saint-Denis, interné au camp d’Aincourt puis déporté par les Nazis, fut le dernier survivant du Convoi des 45 000 vers Auschwitz. Il a fini sa vie à Ermont[100],[101].
- Colette Renard (1924-2010), chanteuse et comédienne, née à Ermont.
- Guy Piérauld (né Guy Louis di Piro) (1924-2015)  comédien, est décédé à la clinique Claude-Bernard à Ermont,
- Claude Brosset (1943-2007), acteur, vécut[Quand ?] dans le quartier des Callais.
- Patrick Le Gal (1953), évêque, né à Ermont.
- Joyce Châtelier-Brunet (1966), comédienne, née à Ermont.
- Gilles Rochier (1968), auteur de bandes dessinées, né à Ermont.
- Marc Foucan (1971), athlète spécialiste du 400 mètres, né à Ermont.
- Stéphane Barthe (1975), cycliste champion de France en 1997 sur route & vice-champion du clm en 2003, est né à Ermont,
- Alice Taglioni (1976), actrice, née à Ermont.
- DJ Snake (1986), disc jockey international, compositeur et producteur de musique électronique et de hip-hop. Il a grandi à Ermont.
- Landing Sané (1990), joueur de basket-ball, né à Ermont.

### Espaces verts
Le 10 septembre 2022, Xavier Haquin, alors maire d'Ermont, inaugure le parc Simone Veil, dans le quartier d'Ermont-Eaubonne. Un mois plus tard, des internautes remarquent la ressemblance du portail d'entrée, où sont écrits les mots "Parc Simone Veil", avec celui de l'entrée du camp d'extermination nazi d'Auschwitz, où Simone Veil fut elle-même déportée et où ses parents périrent. De nombreux médias nationaux relaient alors l'affaire,, trouvant écho jusque dans des médias israéliens,. Devant l'ampleur de la polémique, la mairie se décide à retirer le panneau pour le remplacer par une version plus neutre et consensuelle, tout en précisant dans son communiqué qu'"aucune analogie ni 'coïncidence' malheureuse ne doit y être recherchée".

### Héraldique
| Blason de Ermont | Blason  | De gueules au cep de vigne arraché, tigé et feuillé d'argent, fruité de trois pièces d'or, à la bordure du même chargée de neuf tourteaux de sable, au chef cousu d'azur semé de fleurs de lys d'or brochant sur la bordure et chargé d'une mitre d'argent. |
| Blason de Ermont | Détails | |